# Bogna Koreng
Bogna Koreng (łuż. Bogna Korjeńkowa; ur. 1965, Radibor) – prezenterka telewizyjna w serbskołużyckim regionie w Saksonii w Niemczech. Koreng dorastała w dwujęzycznym Radiborze na północ od Budziszyna. 
Po ukończeniu szkoły średniej studiowała przez dwa lata język niemiecki, zanim została lektorką w wydawnictwie Domowina i nauczycielką w Serbskiej Rozszerzonej Szkole Wyższej (Sorbische Erweiterte Oberschule) w Budziszynie (obecnie Górnołużyckie gimnazjum w Budziszynie).
W 1992 roku rozpoczęła współpracę jako niezależna dziennikarka w radiu MDR. W 1994 roku rozpoczęła pracę w telewizji MDR. Od 2001 r. prowadziła program „Wuhladkow” w języku łużyckim w telewizji MDR. Rok później objęła kierownictwo nad studiem Budziszyn w MDR1 Radio Sachsen i została szefową radia Serbski rozhłós. 
W 2003 r. Wuhladko zdobył trzecie miejsce w Międzynarodowym Festiwalu Radia i Telewizji Mniejszości Narodowych w Użhorodzie na Ukrainie, w którym bierze ponad sześćdziesiąt grup etnicznych z całej Europy. Bogna Koreng otrzymała tamże nagrodę. Obecnie mieszka z rodziną w Panschwitz-Kuckau.